# +Anima
+Anima (プラス アニマ, Purasu Anima, +ANIMA sur les couvertures japonaises) est un manga de Natsumi Mukai. Il a été prépublié entre 2000 et 2005 dans le magazine Dengeki Comic Gao! et a été compilé en dix tankōbon par l'éditeur MediaWorks. La version française est publiée par Taifu Comics dans la collection Young Taifu (destinée à un public très jeune). La série fut également licenciée aux États-Unis et en Allemagne par Tokyopop.
La série suit les aventures de quatre petits personnages, Cooro, Husky, Senri, Nana (personnages kemonomimi) à la recherche d'autres personnes +ANIMA, dans un monde typé heroic fantasy.

## Synopsis
Cooro, onze ans, a été abandonné tout bébé dans une église. +Anima corbeau aux ailes noires, il rencontre Husky, un +Anima poisson, et le sauve des griffes d'un propriétaire de cirque par lequel il se faisait exploiter. À la recherche d'autres +Anima, ils font la rencontre en chemin de Senri, un +Anima de l'ours, et de Nana, un +Anima de la chauve-souris. Ensemble, ils entreprennent un long voyage, dans le but d'en savoir plus sur les +Anima, mais aussi pour en apprendre chacun davantage sur les origines de leurs compagnons…

## Le phénomène +Anima
« Le monde est peuplé de créatures qui, bien qu'ayant l'apparence d'êtres humains, possèdent des pouvoirs rattachés aux animaux. Certains d'entre eux ont une partie de leur corps qui revêt l'attribut de leur animal, d'autres encore se transforment entièrement. Serpent, loup, ours, leurs formes sont diverses. »
C'est en ces termes qu'Aron Newt, chercheur du laboratoire no 8 à l'institut national de recherches d'Astaria, définit cette nouvelle espèce qu'il nomme les « +Anima ». On ignore quelle est leur origine, ni comment leur Anima, leur attribut animalier, apparaît. Certains pensent qu'ils seraient nés du sang du peuple des montagnes, les Kimu Un Kuru, mais étant donné qu'il existe certains +Anima ne descendant pas d'eux, la théorie d'un gène +Anima est donc écartée.
Les rares témoignages de la mutation d'une personne en +Anima affirment communément qu'un tel phénomène ne concerne pratiquement que des enfants de moins de quatorze ans, et qu'il se produit lorsque ces enfants sont confrontés de près à la mort. En fait, lorsqu'ils se retrouvent dans un environnement hostile et appellent à l'aide, un Anima répond à leur détresse et se greffe à eux, et ils deviennent alors des +Anima. Une fois arrivés à l'âge adulte, il arrive souvent que l'Anima disparaisse, la personne n'ayant désormais plus besoin de son aide.
Les +Anima ont une marque semblable à un tatouage sur leur corps, correspondant à l'animal dont ils disposent des capacités. Ils peuvent à leur gré transformer rapidement cette partie de leur corps en celle de l'animal concerné, pour se protéger ou effectuer des tâches difficiles. C'est ainsi que les +Anima oiseaux peuvent avoir des ailes dans le dos, et fuir en s'envolant en cas de danger. À première vue, les +Anima sont peu différents des autres humains lorsqu'ils ne font pas usage de leur pouvoir, mais leurs capacités physiques telles que la force ou l'agilité sont accrues selon la nature de leur Anima.
Selon les régions, les +Anima ne sont pas considérés de la même manière. À Astaria, les gens les considèrent comme des bêtes curieuses et étranges, et suscitent l'intérêt des chercheurs, alors qu'à Sailand, ils sont vendus comme esclaves au plus offrant pour leurs capacités physiques supérieures. Quant aux Kimu Un Kuru vivant à Moss Mountain, une chaîne de montagnes séparant les deux pays, ceux d'entre eux étant des +Anima sont hautement respectés, et se retrouvent souvent à la tête des clans.

## Personnages

### Personnages principaux

#### Cooro
- Nom : Cooro (クーロ, Kūro?)
- Date de naissance : 3 août 331 dans le calendrier d'Astaria[4]
- Taille : 1,42 m
- Poids : 35 kg
- Couleur des yeux : Marron foncé
- Couleur des cheveux : Noir
- Ce qu'il aime : Presque tout ce qui se mange (surtout les pommes)

Petit garçon de onze ans, il est d'un caractère naïf et très direct. +Anima du corbeau de naissance, il fut abandonné et a grandi dans une église à Quilter et ne connaît ni son père ni sa mère. D'un optimisme et d'une bonne humeur à toute épreuve, incapable de faire du mal, sa gentillesse lui pose souvent des problèmes de la part de gens malintentionnés, mais heureusement pour lui, ses amis veillent. Il est en quelque sorte le meneur de la troupe, et fonce tête baissée dans toutes sortes d'aventures. Ses ailes noires le font souvent comparer à un envoyé de la mort, et font craindre ceux qui le voient pour la première fois. Petit goinfre, il a tout le temps faim, et aime les pommes sous toutes leurs formes et recettes. Son caractère général, plutôt insouciant, facilement distrait et attiré par la nourriture, le rapproche du Son Goku de Gensômaden Saiyuki. Il est aussi adoré des femmes autour de lui grâce à sa bouille très mignonne, les femmes ont tendance à être très maternelles à son égard.

#### Husky
- Nom : Husky (ハスキー, Hasukī?)
- Date de naissance : 4 mars 332 dans le calendrier d'Astaria[4]
- Taille : 1,40 m
- Poids : 33,5 kg
- Couleur des yeux : Bleus avec des reflets violets
- Couleur des cheveux : Argentés
- Ce qu'il aime : Les belles pierres précieuses

De son vrai nom Myrrha, il doit son surnom Husky à sa voix rauque. Étant l'un des nombreux fils du roi de Sailand, il fut victime de la jalousie d'une reine rivale qui tenta de le noyer pressentant que celui-ci pourrait bien succéder à son père. C'est un +Anima poisson, et une fois transformé, il ressemble à une sirène et peut respirer sous l'eau. Après sa fuite de Sailand, il atterrit dans un cirque où il se retrouve exhibé comme une princesse sirène. En effet, d'une grande beauté, son physique androgyne occasionne souvent des doutes sur son sexe. De plus, il est toujours incommodé avec les filles, et aime beaucoup les pierres précieuses. D'un tempérament grincheux et passant son temps à corriger Cooro, Husky n'en reste pas moins très attentionné pour ses amis.
L'auteur joue quelque peu sur le physique androgyne d'Husky, et celui-ci passe souvent pour une fille, soit lorsqu'il se travestit, soit lorsqu'il utilise son pouvoir de +Anima, à tel point que dans l'un des chapitres, un garçon tombe amoureux de lui.

#### Senri
- Nom : Senri (センリ, Senri?)
- Date de naissance : 30 avril 327 dans le calendrier d'Astaria[4]
- Taille : 1,74 m
- Poids : 60 kg
- Couleur des yeux : Gris
- Couleur des cheveux : Gris
- Ce qu'il aime : Les petites fleurs

Le plus taciturne de la bande, c'est aussi le plus âgé, avec environ une quinzaine d'années. Il fait partie de la tribu des Kimu Un Kuru, un peuple vivant retiré dans les montagnes et très fiers de leur Anima. Son +Anima est celui de l'ours, esprit de celui qui tua son père. Bien qu'il ne parle presque jamais et qu'il ait une apparence un peu rebutante, il est au fond de lui très gentil, et n'hésite pas à utiliser son pouvoir de +Anima pour défendre ses amis lorsqu'ils sont en danger. Il possède un livre, dans lequel il collectionne des fleurs, représentant des personnes qu'il a rencontrées au cours de ses voyages. Cette seule possession lui a été offerte par Crystala. Son bandeau sur l'œil, également offert par Crystala, est le gage de son humanité. Lorsqu'il le perd ou l'enlève, l'hostilité de l'ours prend le dessus sur son côté humain et il devient extrêmement violent. Il apprécie également beaucoup le pain.

#### Nana Alba
- Nom : Nana (ナナ, Nana?)
- Date de naissance : 12 octobre 332 dans le calendrier d'Astaria[4]
- Taille : 1,35 m
- Poids : 29,5 kg
- Couleur des yeux : Verts
- Couleur des cheveux : Châtain clair
- Ce qu'elle aime : Les jolis vêtements, les fleurs et les rubans

Nana est la seule fille du groupe. Très coquette, elle aime beaucoup le luxe et les beaux vêtements, et en confectionne lorsqu'elle en a les moyens. Vivant à l'origine avec son père et sa mère, elle s'enfuit du logis à l'aide de son Anima après que son père, ivre de rage sous l'effet de l'alcool, ait voulu la tuer pour l'avoir involontairement blessé. +Anima de la chauve-souris, son sonar lui permet de se diriger dans le noir, et elle peut assommer les gens en produisant des ultrasons. Elle se servait justement de ce pouvoir pour dépouiller les gens dans la ville d'Octopus afin de survivre, avant de se joindre au groupe de Cooro, Husky et Senri. Ayant elle aussi un fort caractère, elle ne manque pas de se chamailler avec Husky, bien qu'au fond, elle y est très attachée.

### Autres personnages
- Fly : Chercheur au laboratoire no 8 de l'institut national de recherches d'Astaria et disciple d'Aron Newt, Lord Greena Eight, alias Fly, s'intéresse de près aux +Anima, et semble bien connaître Cooro. C'est aussi le neveu du roi d'Astaria, et son successeur le plus probable, le fils du roi étant bien trop jeune pour accéder au trône. Ses recherches lèvent bon nombre de suspicions, en particulier son ami d'enfance Igneous, qui craint pour son avenir.
- Marca : Assistante de Fly, elle entreprend un long voyage depuis 14 ans à la recherche, comme Cooro et ses amis, de +Anima. C'est ainsi qu'après avoir fait leur rencontre, elle décide de les suivre discrètement pour les observer, et les étudier.
- Rose : Marchande ambulante de seize ans, elle parcourt le pays en vendant des bibelots qu'elle a elle-même conçus. Malgré son jeune âge, elle se considère déjà comme une adulte, ce qui ne manque pas de provoquer l'engouement de Nana. +Anima du chat, elle sort ses griffes essentiellement pour se défendre et protéger son petit frère Pinion.
- Igneous : Capitaine dans l'armée d'Astaria, il éprouve une profonde rancœur envers un Kimi Un Kuru, +Anima de l'ours, qui a tué son grand-père au cours d'une bataille menée à Moss Mountain. Très impulsif, il met un point d'honneur à défendre son pays. Craignant une éventuelle attaque de Sailand, il cherche à lever des troupes et organise la défense du pays.
- Harden : Forgeron talentueux, il officia très longtemps pour le compte de l'armée en forgeant des épées redoutables, les « Guardian Heart ». Depuis sa rencontre avec Margarette, un +Anima biche, qui devint ensuite sa compagne, il se détourna des militaires et ne forgea plus désormais que des ustensiles de la vie courante. De nature responsable, il partage son toit avec Cooro et ses amis en échange de menus services.
- Magdala : Petite fille de la maire de Maggie Vil, une ville dirigée par des femmes de génération en génération. Très fortunée et coquette, elle est éprise de luxe, et compte bien en faire profiter Nana, qu'elle appelle son amie. Mais en réalité, elle se sert de son argent et de ses cadeaux pour soumettre les autres.
- Pinion : Petit-frère de Rose, il ressemble à Senri par son côté taciturne et mignon. Censé vivre chez son oncle, il fut réquisitionné par l'armée à des fins obscures : en effet, il possède le don particulier de pouvoir redessiner tout ce qu'il a vu, au détail près, ce qui ne manque pas d'éveiller l'intérêt des chercheurs d'Astaria pour faciliter d'éventuelles invasions.
- Shi Mukara (« Grande hache » en langage aïnou) : +Anima du loup, il est le chef d'un clan de Kimu Un Kuru. Sage et réfléchi, il assure le maintien des traditions de sa tribu, et la protège des invasions éventuelles d'Astaria et de Sailand.
- Upas (« Neige » en langage aïnou) : +Anima de l'ours, il était autrefois le meilleur ami de Riiya, le père de Senri, avant que celui-ci ne décède des suites de son combat avec Amruy, un ours fou. Il voit maintenant en Senri, l'héritier de cet Anima, une menace potentielle pour leur tribu.
- Crystala : Sœur jumelle du roi de Sailand, c'est aussi la chef d'une caravane itinérante qui parcourt Sailand, et qui aide les +Anima, considérés ici comme des esclaves, à être libres. Les prenant en charge et leur donnant un collier, preuve de sa possession, elle leur permet d'aller et venir comme ils le souhaitent. Elle a notamment recueilli Senri après son abandon.
- Kazana : +Anima de l'aigle, il est d'un tempérament très agressif. Il s'insurge contre l'esclavage des +Anima, et se place à la tête de « Wish », un groupe de +Anima rebelles qui se donne pour but de rendre leur liberté aux +Anima.
- Marein : 22e épouse du roi de Sailand, elle passe pour être l'une des plus belles et une de ses favorites. Maman de Husky, voilà plus d'un an qu'elle ne l'a point revu. Par son tempérament froid et sa beauté enchanteresse, elle suscite des jalousies et est peu appréciée des autres femmes de la cour.
- Aron Newt : Ancien chercheur de l'institut national d'Astaria, il a mystérieusement disparu un jour. Or il semblerait qu'une de ses expériences ait mal tournée, l'obligeant à se dissimuler…

## Analyse de l'œuvre

### Réception et critiques
La série +Anima a reçu la note de 14/20 sur le site Manga News et la note de 6,83/10 sur le site de Manga Sanctuary.

## Manga

### Pilotes
Avant de dessiner la série, l'auteur a réalisé trois chapitres pilotes (« Parallel »), qui sont des histoires parallèles à l'intrigue principale. On retrouve ainsi Cooro et sa bande dans diverses aventures, avec quelques différences notamment au niveau du caractère des personnages, qui sont moins naïfs et tendres que dans la série principale, en particulier Cooro.
Ces trois chapitres sont inclus à la fin du deuxième tome de +Anima.

#### Parallel 1: Dansons dans les rocheuses pourpres
Pour avoir puni un membre du gang Bruno qui avait gâché son repas, Cooro se voit proposer avec Nana de rejoindre le gang Frey, rival du gang Bruno. Or ce dernier vient justement de recruter deux autres jeunes, Husky et Senri ! Ayant désormais réuni suffisamment de troupes, les deux gangs se préparent maintenant à la confrontation !

#### Parallel 2: Rêve marin
Une mystérieuse créature marine rôde au large de la ville portuaire d'Arak. À la recherche d'argent pour subvenir à leurs besoins, Cooro et ses amis décident de partir en expédition avec d'autres hommes chasser ce monstre.

#### Parallel 3: Une lumière dans les ténèbres
Alors qu'il allait se faire dépouiller par des bandits, un voyageur est sauvé par l'intervention héroïque de Cooro et de son pouvoir +Anima. Mais cet homme semble avoir une passion bien particulière pour les +Anima…

### Fiche technique
- Édition japonaise
  - Scénario et dessin : Natsumi Mukai
  - Assistantes : Yōko Tatsukami, Junko Hashimoto, Mayumi Takayama (vol. 1-2)
  - Design de couverture : Masatoshi Kasajima
  - Éditeur : Toshinobu Imai (vol. 1-4, 10), Hiroki Ono (vol. 3-4), Mayu Wakasa (vol. 5-10)
- Édition française
  - Directeur de collecion : Jean-François Dufour - Yves Huchez
  - Traduction et adaptation : Fédoua Thalal aka Tiffy Shindō
  - Correction : Dimitri Pawlowski
  - Direction artistique : Olivier Pacciani
  - Adaptation graphique et lettrage : Sandrine Dufour (vol. 1-7), Karim Talbi (vol. 8-9), Aurélien Flamant (vol. 9), Lauriane André (vol. 10)
  - Avec la participation de Véronique Huchez et Pierre-Alain Dufour

### Liste des volumes
Voici la liste de tous les volumes de l'édition japonaise et de l'édition française publiés par Taifu Comics avec leurs dates de sortie et leurs ISBN respectifs :
| no | Japonais         | Japonais      | Français          | Français          |
| no | Date de sortie   | ISBN          | Date de sortie    | ISBN              |
| --- | ---------------- | ------------- | ----------------- | ----------------- |
| 1 | 16 décembre 2000 | 4-8402-1730-0 | 17 novembre 2005  | 2-35180-015-X     |
| Personnages en couverture : Cooro et HuskyListe des chapitres : 01. L'ange noir et la princesse d'argent (黒い天使と銀の姫, Kuroi tenshi to gin no hime) 02. Le gardien du champ de fleurs (花畑の用心棒, Hanahata no yōjinbō) 03. La bande de gamins (子供たちの群, Kodomo tachi no gun) 04. Une voie résonne dans le noir (闇に響く声, Yami ni hibiku koe) 05. 3+1=? |                  |               |                   |                   |
| 2 | 27 mai 2001      | 4-8402-1853-6 | 8 décembre 2005   | 2-35180-019-2     |
| Personnages en couverture : Husky et SenriListe des chapitres : 06. Le secret du manoir de la ruche <1> (蜂ノ巣館の秘密<1>, Hachi no su kan no himitsu <1>) 07. Le secret du manoir de la ruche <2> (蜂ノ巣館の秘密<2>, Hachi no su kan no himitsu <2>) 08. Desert Rose (デザート・ローズ, Dezāto Rōzu) Parallel 1. Dansons dans les rocheuses pourpres (紫岩に舞う, Murasaki iwa ni mau) Parallel 2. Rêve marin (海に夢見る, Umi ni yumemiru) Parallel 3. Une lumière dans les ténèbres (闇に光る, Yami ni hikaru)                             |                  |               |                   |                   |
| 3 | 27 novembre 2001 | 4-8402-1999-0 | 23 mars 2006      | 2-35180-036-2     |
| Personnages en couverture : Senri et NanaListe des chapitres : 09. Les ailes du vent <1> (風の翼<1>, Kaze no tsubasa <1>) 10. Les ailes du vent <2> (風の翼<2>, Kaze no tsubasa <2>) 11. Guardian Heart <1> (ガーディアン・ハート<1>, Gādian haato <1>) 12. Guardian Heart <2> (ガーディアン・ハート<2>, Gādian haato <1>) 13. La mélancolie de Husky (ハスキーの憂鬱, Hasu kii no yuuutsu) 14. Cicatrices (傷痕, Kizuato) |                  |               |                   |                   |
| 4 | 27 mai 2002      | 4-8402-2123-5 | 18 mai 2006       | 2-35180-046-X     |
| Personnages en couverture : Nana et CooroListe des chapitres : 15. Maggie coliseum <1> (マギーコロシアム<1>, Magī koroshiamu <1>) 16. Maggie coliseum <2> (マギーコロシアム<2>, Magī koroshiamu <2>) 17. Maggie coliseum <3> (マギーコロシアム<3>, Magī koroshiamu <3>) 18. Maggie coliseum <4> (マギーコロシアム<4>, Magī koroshiamu <4>) 19. Maggie coliseum <5> (マギーコロシアム<5>, Magī koroshiamu <5>) 20. Little flower (リトルフラワー, Ritoru furawā)                                                                                 |                  |               |                   |                   |
| 5 | 27 novembre 2002 | 4-8402-2236-3 | 20 juillet 2006   | 2-35180-060-5     |
| Personnages en couverture : Cooro et SenriListe des chapitres : 21. Contact (コンタクト, Kontakuto) 22. La maison des pommes (リンゴの家, Ringo no ie) 23. Le garçon amoureux d'une sirène <1> (人魚に恋した少年<1>, Ningyo ni koi shi ta shōnen <1>) 24. Le garçon amoureux d'une sirène <2> (人魚に恋した少年<2>, Ningyo ni koi shi ta shōnen <2>) 25. Teddy Bear (テディベア, Tedibea) 26. Moss Mountain (モスマウンテン, Mosu maunten) |                  |               |                   |                   |
| 6 | 27 mai 2003      | 4-8402-2395-5 | 28 septembre 2006 | 2-35180-079-6     |
| Personnages en couverture : Senri et CooroListe des chapitres : 27. La créature endormie (眠るもの, Nemuru mono) 28. Souvenir des jours ensoleillés (木漏れ日の記憶, Komorebi no kioku) 29. Bête enragée (狂える獣, Kyō eru shishi) 30. Pour te protéger (きみを守るもの, Kimi o mamoru mono) 31. De l'autre côté de la montagne (山の向こう, Yama no mukō) 32. Conte de neige (雪の中の物語, Yuki no naka no monogatari) |                  |               |                   |                   |
| 7 | 27 novembre 2003 | 4-8402-2535-4 | 23 novembre 2006  | 2-35180-097-4     |
| Personnages en couverture : Husky et NanaListe des chapitres : 33. Le tunnel obscure (闇のトンネル, Yami no tonneru) 34. Crystala et Daisy (クリスタラとデイジー, Kurisu tara to deijī) 35. La loi de Sailand (サイランドのオキテ, Sai rando no okite) 36. Market (マーケット, Māketto) 37. Wish 38. Il y a six ans (6 years ago) |                  |               |                   |                   |
| 8 | 27 mai 2004      | 4-8402-2713-6 | 8 mars 2007       | 978-2-35180-105-5 |
| Personnages en couverture : Nana et HuskyListe des chapitres : 39. Stella (ステラ, Sutera) 40. Le manoir verdoyant (緑の館, Midori no kan) 41. Une confession au cœur de la nuit (真夜中の告白, Mayonaka no kokuhaku) 42. Palace mystery tour (王城ミステリーツアー, Ōjō misuterī tsuā) 43. L'escalier de la séparation (断たれた階段, Tata re ta kaidan) 44. Griffes noires (黒い爪, Kuroi tsume) |                  |               |                   |                   |
| 9 | 27 août 2004     | 4-8402-2816-7 | 28 juin 2007      | 978-2-35180-139-0 |
| Personnages en couverture : CooroListe des chapitres : 45. Là où les vœux sont réalisés (願いの行きつくところ, Negai no ikitsuku tokoro) 46. Des ailes bleues (青い翼, Aoi tsubasa) 47. Le lac de l'ange (1e partie) (天使の湖（前編）, Tenshi no mizuumi (zenpen)) 48. Le lac de l'ange (2e partie) (天使の湖（後編）, Tenshi no mizuumi (koohen)) 49. Amis d'enfance (1e partie) (幼なじみ（前編）, Osananajimi (zenpen)) 50. Amis d'enfance (2e partie) (幼なじみ（後編）, Osananajimi (koohen))                                             |                  |               |                   |                   |
| 10 | 26 mars 2005     | 4-8402-3010-2 | 20 septembre 2007 | 978-2-35180-177-2 |
| Personnages en couverture : Cooro, Husky, Senri et Nana Pour ce dernier volume, l'éditeur français a sorti une édition spéciale en caractères dorés, et avec les marques des +Anima de nos héros au dos de la couverture.Liste des chapitres : 51. Ombre blanche (白い影, Shiroi kage) 52. La boîte de Pandore (開けちゃいけない宝箱, Ake cha ike nai takara bako) 53. Mon anima (私のアニマ, Watashi no anima) 54. Cristal (結晶, Kesshō) 55. Adieu (さよなら, Sayonara) 56. La colline aux battements d'ailes (羽ばたきの丘, Habataki no oka) |                  |               |                   |                   |